# 神经节细胞层
神经节细胞层（ganglion cell layer，GCL，ganglionic layer）简称节细胞层、神经节层，是视网膜的一层，由视网膜神经节细胞以及移位的无长突细胞组成，位于视网膜内丛状层内面。
神经节细胞呈烧瓶形，其圆形的内侧面与神经纤维层接触，并发出一条轴突延长伸入该层；另一侧（外侧面）则有无数的树突伸向内丛状层，分叉并在不同层面形成扁平的树状分支。神经节细胞大小不一，小者的树突一进入内丛状层便开始分叉，而大者在接近内核层时才开始分枝。
在黄斑中，神经节细胞层有好几分层。